# رودها در اسطوره‌شناسی
رودها در اسطوره‌شناسی به بررسی رودهای می‌پردازد که از زمانهای کهن نماد مورد علاقه مردم بوده‌اند و وارد در اسطوره‌شناسی آن‌ها شده‌اند.

## در هند
1- رود گنگ: مقدس‌ترین رود هند است. الهه گانگا این رود را نگهبانی می‌کند. گنگ از هیمالیا سرچشمه می‌گیرد و از شهرهایی مثل بنارس، هردوار، الله آباد، وراندابن و…می‌گذرد. بر طبق افسانه‌ها گنگ از پای ویشنو Vishnu (خدای نگهدارنده زندگی در زمین) جاری شده و پس از گذشتن از گیسوان شیوا  Shiva(خدای فنا و نابودی) به زمین می‌رسد. هندوان معتقدند که غسل در گنگ، گناهان کبیره را می‌شوید و اصولاً غسل در رودهای مقدس به هنگام کسوف و خسوف واجب است. آن‌ها همچنین خاکستر و استخوانهای نیم سوختهٔ مردگان خود را با مراسمی خاص در آب گنگ می‌ریزند.
2- رود سند: دومین رود مقدس هندوان است و نام هندوستان نیز از همین رودخانه گرفته شده‌است. نام قدیم سند، سندو، بوده‌است و ایرانیان باستان آن را، هندو، نام نهادند و در اثر گذر زمان هندو به نامی برای این سرزمین تبدیل شد و هندوستان یعنی “سرزمین رودها”. شاید جالب باشد بدانید که نام لاتین هند، یعنی ایندیا India نیز از همین رود سند برداشته شده‌است. یونانیان باستان در زبان خود سند را ایندوسIndus می‌نامیدند و ایندیا با کمی‌تغییر از ایندوس برداشته شده‌است. البته لازم است ذکر شود که نام قدیم هند در زبان سانسکریت «بهارات» (Bharat) می‌باشد. رود سند نیز از هیمالیا سرچشمه می‌گیرد و به دریای عرب می‌ریزد.
3- برهماپوترا (Brahmaputra): از کوههای هیمالیا واقع در تبت سرچشمه می‌گیرد و رودخانه‌ای طوفانی است.
4- رود جمنا یامونا (yamuna): از پنج آب (پنجاب) به سمت جنوب جاری می‌شود و دهلی را مشروب می‌کند و شکوه تاج محل در آگره را در آبهای خود منعکس می‌کند. جمنا با افسانه‌های مربوط به کریشنه وابسته است.
5-رودسرسوتی (Saraswati): رودخانه‌ای مقدس که در دوران باستان، در کنار آن قربانی‌های ودایی انجام می‌دادند و عالمان ودایی در حوزه این رود زندگی می‌کردند. سرسوتی نام الهه علم و دانش است.
سایر رودهای مقدس هندوستان در جنوب هستند و شامل رودهای گوداوری، کاوری، نرمدا و تاپی می‌باشند.